# Dehradun (huyện)
Huyện Dehradun là một huyện thuộc bang Uttarakhand, Ấn Độ. Thủ phủ huyện Dehradun đóng ở Dehradun. Huyện Dehradun có diện tích 3088 ki lô mét vuông. Đến thời điểm năm 2001, huyện Dehradun có dân số 1279083 người.
Trụ sở huyện là Dehradun, nơi cũng từng là thủ phủ tạm thời của Uttarakhand kể từ khi thành lập vào năm 2000. Huyện có 6 tehsil, 6 khối phát triển cộng đồng, 17 thị trấn và 764 làng có người ở, và 18 ngôi làng không có dân cư. Tính đến năm 2011, đây là quận đông dân thứ hai của Uttarakhand (trong 13 huyện của bang Uttarakhand, sau Haridwar.
Dehradun có cự ly 230 km so với thủ đô Delhi. Tập đoàn Dầu khí Tự nhiên, Khảo sát Ấn Độ và nhiều tổ chức giáo dục như Đại học Doon, Viện Kỹ thuật Uttrakhand, Viện Dầu khí Ấn Độ, Đại học Uttaranchal, Viện Nghiên cứu Rừng, Viện Động vật hoang dã Ấn Độ, Trường Cao đẳng Quân sự Ấn Độ Rashtriya và Học viện Quân sự Ấn Độ cũng nằm ở đây. Lúa Basmati, chè và vải là một số cây nông nghiệp chính.